# 이정섭 검사 탄핵소추
이정섭 검사 탄핵소추는 이정섭 검사가 일반인 범죄경력조회 무단 열람, 청탁금지법 위반, 동료 검사들에게 골프장 예약 편의 제공, 처남 마약 수사 무마 의혹, 코로나19 집합금지명령 위반, 자녀 진학용 위장 전입 등에 대한 혐의로 국회에서 탄핵을 소추한 일이다. 재판관 9인의 전원일치 기각이 이뤄졌다.

## 정치권의 탄핵 추진
더불어민주당은 이정섭 검사에 대한 탄핵소추안을 발의하였고, 재적 300명 중 과반인 151명을 넘긴 174명으로 탄핵 소추안을 발의하였다. 국민의힘은 표결에 참여하지 않고 국회 본회의장에서 퇴장하며 탄핵소추안 발의에 대한 항의 표시를 하였다.
| 대한민국 국회 검사(이정섭) 탄핵소추안 | 대한민국 국회 검사(이정섭) 탄핵소추안 |
| 재적 298명 중 과반인 150명 동의 필요  | 재적 298명 중 과반인 150명 동의 필요  |
| 선택                                  | 득표                                  |
| ------------------------------------- | ------------------------------------- |
| 가                                    | 174 / 298                             |
| 부                                    | 3 / 298                               |
| 기권                                  | 1 / 298                               |
| 무효                                  | 2 / 298                               |
|                                       |                                       |
| 미투표                                | 118 / 298                             |

## 선고 결과
2024년 8월 29일, 헌법재판관 9인 만장일치로 기각되었다.